# Сан-Мигель-де-Каури (район)
Сан-Мигель-де-Каури (исп. Distrito de San Miguel de Cauri) — один из 7 районов провинции Лаурикоча, в департаменте Уануко, под управлением регионального правительства Уануко, Перу.
Столица — город Каури, расположенный на высоте 3570 м, на восточном берегу реки Лаурикоча.

## География
Занимает площадь 811,39 км² и граничит на юго-западе с департаментом Лима, на юго-востоке с департаментом Паско, на востоке с провинцией Уануко и на северо-западе с районом Хесус. Район пересекает горный хребет Раура.